# Basilornis corythaix
El miná moluqueño (Basilornis celebensis) es una especie de ave paseriforme de la familia Sturnidae endémica de isla de Ceram en el archipiélago de las Molucas, 

## Descripción
Mide entre 24 y 26 cm de longitud y pesa entre 121 y 132 gramos. El plumaje es negro brillante con un penacho del mismo color y manchas blancas en los lados del cuello y el pecho. Los ojos están rodeados por un anillo ocular negro azulado de piel desnuda, el pico es de color crema y las patas amarillas.